# Griekwastad
Griekwastad is een kleine stad gelegen in de gemeente Siyancuma in de Zuid-Afrikaanse provincie Noord-Kaap. Ze ligt ongeveer 150 km ten westen van Kimberley aan de nationale weg N8. Het was de eerste vestiging ten noorden van de Oranjerivier. Het belangrijkste middel van bestaan rond Griekwastad is de schapenhouderij. Daarnaast komen in de omgeving een verscheidenheid van halfedelstenen voor, vooral tijgeroog en jaspis. De kunst van de Bosjesmannen kan op verschillende plaatsen in het gebied worden gezien. De jagende Bosjesmannen en de veehoudende Griekwa waren geen vrienden van elkaar.

## Geschiedenis
Adam Kok II, een bevrijde slaaf, heeft de Griekwa geleid van Piketberg naar het gebied van het huidige Griekwastad. De Griekwa stammen af van enerzijds de Afrikaners en anderzijds de Khoikhoi. Adam had in de keuken gewerkt van de gouverneurs van de Kaapkolonie. Net zoals de blanke kolonisten steeds verder het binnenland introkken, heeft Adam Kok II de Griekwa weggeleid het binnenland in tot zij zich rond 1800 vestigden in het gebied van toekomstig Griekwastad. Daar hebben sommige fragmenten van de Tswanas en Basters zich bij hen aangesloten. William Anderson en Cornelius Kramer, van het Londens Zendingsgenootschap trokken zich het lot van de Griekwa aan en stichtten in 1801 een zendingspost met school in het gebied van de Griekwa bij Leeuwenkuil. Deze locatie bleek te droog voor cultivatie en omstreeks 1805 verhuisde de zendingspost naar een andere bron verderop in de vallei en noemden het Klaarwater. Hun tweede keus bleek weinig beter dan hun eerste en voor vele jaren remde een gebrek aan water de verdere ontwikkeling. In 1813 werd de naam van de nederzetting veranderd in Griekwastad. De twee leiders van de Griekwa, Andries Waterboer en Adam Kok II, kregen een meningsverschil en Adam Kok vertrok naar Philippolis.
Tussen 1813 en 1871 vormde Griekwastad en het gebied eromheen een eigen staat onder de naam Waterboersland. Andries Waterboer zelf woonde in een "paleis", dat in werkelijkheid een huis met zes kamers was. Later is er voor Andries Waterboer een monument opgericht nabij het plaatselijke ziekenhuis. Griekwastad was later, van 1873 tot 1880, de hoofdstad van de Britse kroonkolonie West-Griekwaland, met zijn eigen vlag en munt. In 1880 werd het gebied geannexeerd door de Kaapkolonie.

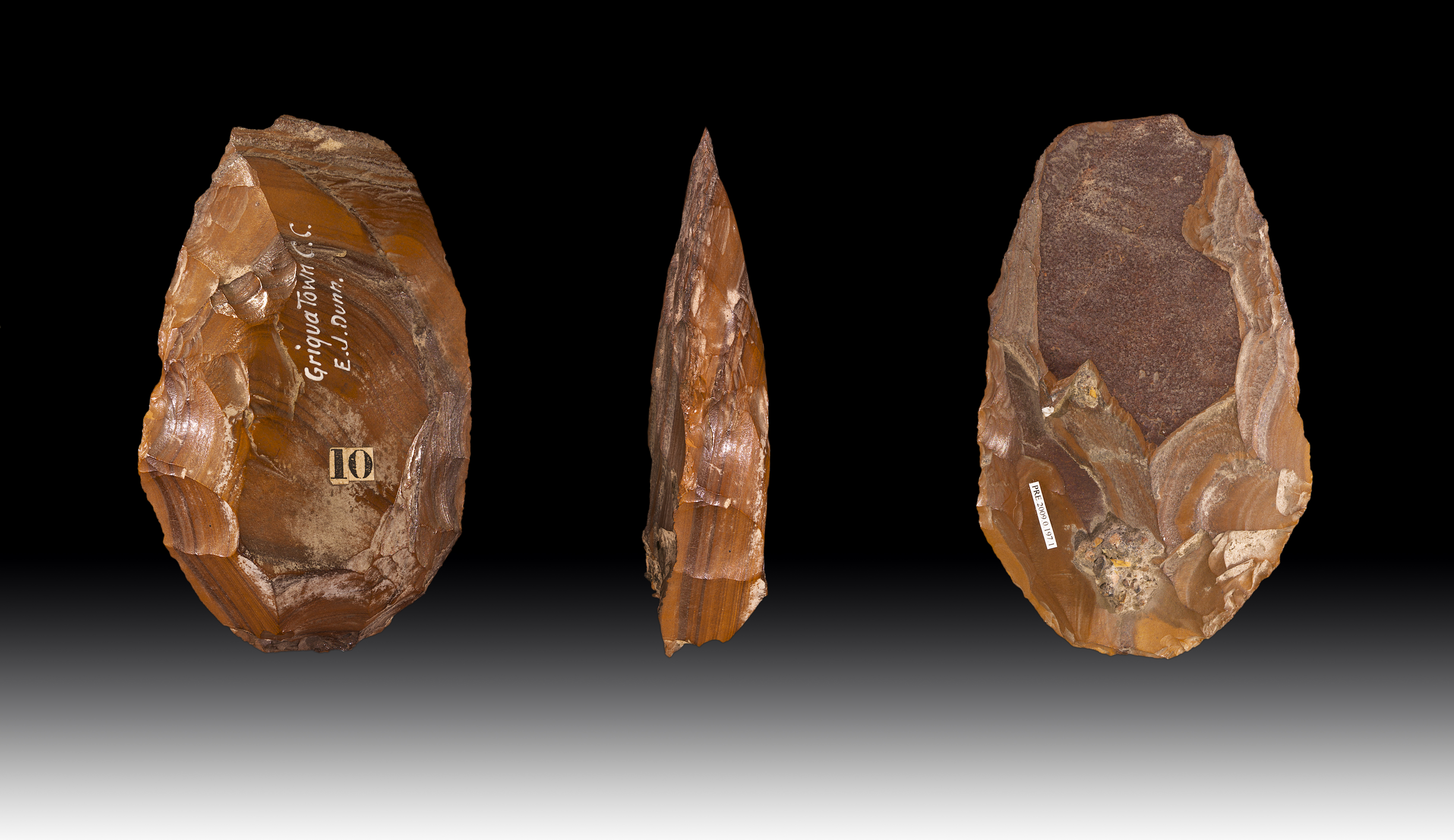
Vuurstenen vuistbijl uit het vroegpaleolithicum. Voormalige collectie van Edward John Dunn

## Trivia
- Dr. Robert Moffat en zijn vrouw Mary, op weg naar het plaatsje Kuruman, verbleven in Griekwastad toen 1821 hun dochter werd geboren, ook Mary genaamd. Deze dochter trouwde later met David Livingstone.
- Op Goede Vrijdag 2012 vond er in Griekwastad een beruchte boerderij-moord plaats. De Noord-Kaapse boer Deon Steenkamp, 44, en zijn vrouw Christelle, 43, en hun dochter Marthella, 14, werden vermoord. Een 17-jarige jongen werd van de moordpartij beschuldigd. De 17-jarige zoon Don Steenkamp was het enige overlevende familielid en kreeg een belangrijk deel van de erfenis.[4]